# Omari Kellyman
Omari Jamian Kellyman (sinh ngày 15 tháng 9 năm 2005) là cầu thủ bóng đá người Anh thi đấu ở vị trí Tiền vệ tấn công cho câu lạc bộ Chelsea. Anh trưởng thành từ học viện đào tạo trẻ của Derby County trước khi đến Aston Villa vào năm 2022.

## Sự nghiệp câu lạc bộ

### Aston Villa
Tháng 3 năm 2022, sau 10 năm gắn bó với Derby County, Kellyman chấp nhận chuyển đến Aston Villa với mức phí bồi thường vào khoảng 600.000 £.
Ngày 31 tháng 8 năm 2023, Kellyman có trận đấu chuyên nghiệp chính thức đầu tiên trong chiến thắng 3-0 trước Hibernian tại đấu trường UEFA Europa Conference League và anh đã có một đường chuyền thành bàn cho Leon Bailey. Đến ngày 3 tháng 4 năm 2024, Kellyman có trận ra mắt tại Premier League trong trận thua 4-1 trên sân khách trước Manchester City. Kellyman có tổng cộng 6 lần ra sân cho Aston Villa trên mọi đấu trường trước khi rời đội bóng này vào mùa hè 2024.

### Chelsea
Ngày 29 tháng 6 năm 2024, Kellyman chuyển đến Chelsea với giá trị chuyển nhượng vào khoảng 19 triệu £. Anh ký hợp đồng 6 năm với Chelsea với tùy chọn có thể gia hạn thêm 1 năm nữa. Tuy nhiên anh không thể tham gia chuyến du đấu tại Mỹ trước thềm mùa giải 2024-25 vì chấn thương.